# Symfonie nr. 4 (Foerster)
Josef Bohuslav Foerster voltooide zijn Symfonie nr. 4 "Paasavond" in 1905.
Foerster begon aan zijn vierde symfonie in c mineur op Goede Vrijdag 1904. Hij bevond zich toen al in Wenen en stond toen qua muzikaliteit behoorlijk onder de invloed van Gustav Mahler en Anton Bruckner. Hij was het jaar daarvoor juist naar Wenen getrokken omdat zijn vrouw sopraan Berta Lautererová ging zingen bij de Hofopera aldaar. Het thema van deze symfonie, Paasavond en Pasen is een uiting van zijn geloofsovertuiging, katholiek, iets wat ook vaak het geval was met werken van Brucker. De muziek neigt meer richting Mahler, die voornamelijk in deel 1 aan de oppervlakte komt in een Mahleriaanse begrafenismars. Foerster verloochende zijn Boheemse afkomst niet, want deel 2 heeft een sfeer, die doet denken aan de vroege symfonieën van Antonín Dvorák. Deel 2 is hier het scherzo. Deel 3 is vervolgens het serieuze deel. Deel 4 is dan weer eer Bruckner/Mahler.
Foerster componeerde in totaal vijf symfonieën.

## Delen
1. Molto sostenuto (De weg naar Golgotha)
2. Allegro deciso (Een kind op Goede Vrijdag)
3. Andante sostenuto (Het aangename van eenzaamheid)
4. Lento lugubre – Allegro moderato (Paaszaterdag)

## Orkestratie
- 3 dwarsfluiten waarvan 1 ook piccolo, 2 hobo’s, 1 althobo, 2 klarinetten, 1 basklarinet, 2 fagotten, 1 contrafagot
- 6 hoorns, 3 trompetten, 3 trombones, 1 tuba;
- pauken, percussie, orgel
- violen, altviolen, celli, contrabassen

## Discografie
Er is een aantal uitvoeringen in de handel.